# پرستاری نظامی
پرستاری نظامی (به انگلیسی: Military nurse) شامل گروهی از پرستاران متخصص در زمینه مراقبت‌های ویژه و مدیریت می‌باشد. آنان بیشتر به عنوان یک گروه مستقل پرستاری بحساب می‌آیند.
پرستاری در ارتش ایالات متحده آمریکا حرفه‌ای کاملاً متفاوت محسوب می‌شود چراکه پرستاران همزمان با انجام وظیفه، در طرح‌های پژوهشی نیز شرکت می‌کنند.

## تاریخچه
در جنگ جهانی اول، تعداد پرستاران نظامی در حدود ۴٬۰۰۰ نفر در زمان جنگ بوده‌است. در طول جنگ ماریون. مک‌کیون‌رایس، به عنوان یک پرستار صلیب سرخ، تصاویر زیادی را در طی انجام وظیفه از جنگ ثبت کرده‌است.
- پرستاری نظامی ارتش ایالات متحده برای خدمت به بشر در زمان صلح و جنگ، رسماً توسط قانون کنگره در ۲ فوریه ۱۹۰۱ تأسیس گردید.[۲]

## پژوهش در پرستاری نظامی ایران
- مراقبت از خود در بیماری‌های مزمن در پرسنل
- بازتوانی در بیماری‌های مزمن ناشی از جانبازی
- بررسی آمادگی کارکنان مراقبت بهداشتی در مقابله با حوادث ناشی از سلاح‌های کشتارجمعی و مواد خطرناک[۳]